# ASCC
ASCC (zkratka z angl. Air Standardization Coordinating Committee, Výbor pro koordinaci leteckých standardů) je společná organizace vytvořená zástupci vojenských složek anglicky hovořících států USA, Velké Británie, Kanady, Austrálie a Nového Zélandu za účelem sjednocování letecké terminologie. V roce 1954 ASCC stanovil pravidla systému pro označování zbraňových systémů SSSR (a později i ČLR). Pro jednotlivé zbraně jsou vytvářena kódová jména, jejichž počáteční písmeno určuje typ zbraňového systému, a to:
- letadla
  - B – bombardovací letadla
  - C – nákladní letadla
  - F – stíhací letadla
  - H – vrtulníky
  - M – různé jiné kategorie letadel

- rakety
  - A – rakety vzduch-vzduch
  - G – rakety země-vzduch
  - K – rakety vzduch-země
  - S – rakety země-země

Tato kódová jména jsou používána i v rámci vojenské složky organizace NATO.

## Historická poznámka
Vytváření v angličtině vyslovitelných názvů nepřátelských zbraní bylo v americké armádě zavedeno v době 2. světové války pro označování typů japonských letadel (Mitsubishi A6M "Zero").